# Oecomys rex
El ratón arrocero arborícola de dosel  (Oecomys rex) es una especie de roedor de la familia Cricetidae que habita en Guyana, Surinam, la Guayana francesa, y las regiones circundantes de Venezuela y Brasil.